# Mariana Alarcón
Mariana Alarcón   (San Miguel de Tucumán, 20 de novembre de 1986 - San Miguel de Tucumán, 2 d'agost de 2014) fou una activista argentina pels drets humans enfocada en els drets laborals per a les dones trans, construcció de ciutadania i la salut de les persones transsexuals. Integrant de la biblioteca popular Crisálida de gènere, diversitat afectiu-sexual i els drets humans de Tucumán, és pionera en la visibilització pública de la comunitat trans en l'esfera social de San Miguel de Tucuman. Des del 2012 al 2014 va realitzar capacitacions i sensibilitzacions a les forces policials de la província de Tucumán per protocol·litzar normes de tracte de les forces de seguretat i la plena aplicació de la llei d'Identitat de Gènere.

## Biografia
Mariana va néixer a Tucumán i va créixer en una de les viles de la capital de Tucumán, va viure des de petita al barri Joan XXIII conegut per elevats índexs de vulnerabilitat i violència social, la qual rep el sobrenom de La Bombilla. Des de molt petita va començar a manifestar la seva identitat transexual, vivint situacions de discriminació que la van portar a deixar els seus estudis després d'acabar la primària.

### Trajectòria professional
El 2011 Mariana es va apropar per participar del Centre d'Alfabetització per a persones trans Marlene Wayar de la biblioteca popular "Crisálida". Des de Crisálida, Mariana milita la sanció del projecte de Llei d'Identitat de Gènere sancionada el 9 de maig de 2012, com la llei 26.743. A partir d'això, Alarcón és una de les primeres persones trans que accedeixen a la rectificació de la seva identificació perquè sigui respectuosa de la seva identitat de gènere. En Crisálida va assumir el paper com a coordinadora de projectes en el període 2013-2014, tenint al seu càrrec la Línia d'Inclusió Laboral Trans de la biblioteca on va coordinar capacitacions en formació i entrenament laboral a les beneficiàries de la seva comunitat. Des de setembre de 2012 va coordinar un espai perquè més persones trans siguin assessorades sobre els passos a seguir per a la realització del tràmit a més d'incloure a postulants de la comunitat en la Gerència d'Ocupació de la Nació proporcionant capacitacions, formació i entrenament laboral a les beneficiàries. Va enfocar el seu treball de visibilització a sensibilitzar a la societat com capacitadora, dins el taller «Dret a la Identitat» dictat a les Forces de Seguretat de la província de Tucumán durant 2012 i fins al 2016. Dins d'aquest cicle, Mariana Alarcón va dictar l'esmentat taller a la Facultat de Filosofia i Lletres de la Universitat Nacional de Tucumán i en la Defensoria del Poble de Tucumán. Va participar també de l'articulació amb el Projecte de Voluntariat Universitari «Joventut, Drets Sexuals i Reproductius (DSiR) i Diversitat» i de la publicació amb els resultats d'aquesta.

## Reconeixements
Després de la seva mort, en reconeixement de la feina realitzada s'inicia l'armat del dispositiu per a l'articulació entre els tòpics de diversitat sexual i identitats de gènere i amb perspectiva de salut mental seguint les directrius de la llei 26.657 i la llei 26.743. El dispositiu és denominat en 2016 com Node Amigable «Mariana Alarcón», consistent en un espai de Primera Escolta que brinda atenció no clínica per a la comunitat LGTBI, els seus familiars, grups de referència i les comunitats en general. L'espai té l'objectiu de brindar orientació i acompanyament als que concorren, promovent la vinculació amb serveis estatals.